# Christoph Muth (Politiker)
Christoph Muth (in amtlichen Dokumenten Christoph Muth III.) (* 29. November 1830 in Salz; † 25. April 1904 ebenda) war ein hessischer Politiker (NLP) und Abgeordneter der 2. Kammer der Landstände des Großherzogtums Hessen.
Christoph Muth war der Sohn des Bauern Johannes Muth (* 1803) und dessen Ehefrau Margarethe, geborene Sill. Muth war evangelischen Glaubens. Er heiratete am 26. Juni 1859 Elisabetha, geborene Herchenröder (1836–1916).
Muth war Bürgermeister von Salz. Von 1875 bis 1904 war er Mitglied des Kreisausschusses des Kreis Lauterbach und Gründer und Vorsteher der Spar- und Darlehenskasses Salz.
Der Zweiten Kammer der Landstände gehörte er von 1884 bis 1896 an. Er wurde für den Wahlbezirk Oberhessen 10/Herbstein-Ulrichstein gewählt.